# Женская сборная Танзании по кабадди
Женская национальная сборная Танзании по кабадди — представляет Танзанию на международных соревнованиях по кабадди. Управляющей организацией является Ассоциация кабадди Танзании (англ. Tanzania Kabaddi Sports Association).

## Результаты выступлений

### Чемпионаты мира (круговой стиль)
| Год       | Победы         | Ничьи          | Поражения      | Место          |
| --------- | -------------- | -------------- | -------------- | -------------- |
| 2012—2014 | не участвовали | не участвовали | не участвовали | не участвовали |
| 2016      | 0              | 0              | 3              | 7              |